# Филип фон дер Остен
Филип фон дер Остен (на немски: Philipp von der Osten; † пр. 1541) е благородник от род фон дер Остен от Херцогство Померания.
Той е най-големият син (от девет деца) на рицар Евалд фон дер Остен от Плате (1445 – 1533), съветник и фогт в Княжество Померания, и съпругата му фрайин София фон Малтцан-Пенцлин (* ок. 1460), дъщеря на Йоахим I (Ахим) фон Малтцан († 1473) и Маргарета фон Фос (* ок. 1430).
През 1367 г. фамилията купува господството Плате (Плоти) в Померания.

## Фамилия
Филип фон дер Остен се жени за Агнес фон Арним. Те имат два сина:
- Валентин фон дер Остен (* 1530; † 1608, Волденбург), женен I. за Анна фон Рамел, II. за Елизабет фон Ведел и има син Филип († 1647)
- Евалд фон дер Остен († пр. 20 март 1601), женен 1584 г. за Урсел (Анна) фон Рамел; бездетен